# مطار برعو
مطار برعو (إياتا: BUO، إيكاو: HCMV) هو مطار يخدم مدينة برعو التابعة لأرض الصومال، ويقع على بعد أقل من كيلومتر واحد شمال شرق الجسر المعروف في وسط المدينة، وخضع المطار لأعمال ترميم منذ عام 2012، تحت إشراف منظمة الطيران المدني الدولي ما أدى إلى غيابه عن الخدمة حتى افتتاحه في 2022

## أنظر أيضا
- مطار هرجيسا الدولي
- مطار بربرة
- مطار عيرجابو
- مطار بورمة
- قائمة مطارات الصومال
- النقل في الصومال